# 烈士广场 (贝鲁特)

烈士广场在1982年黎巴嫩内战期间

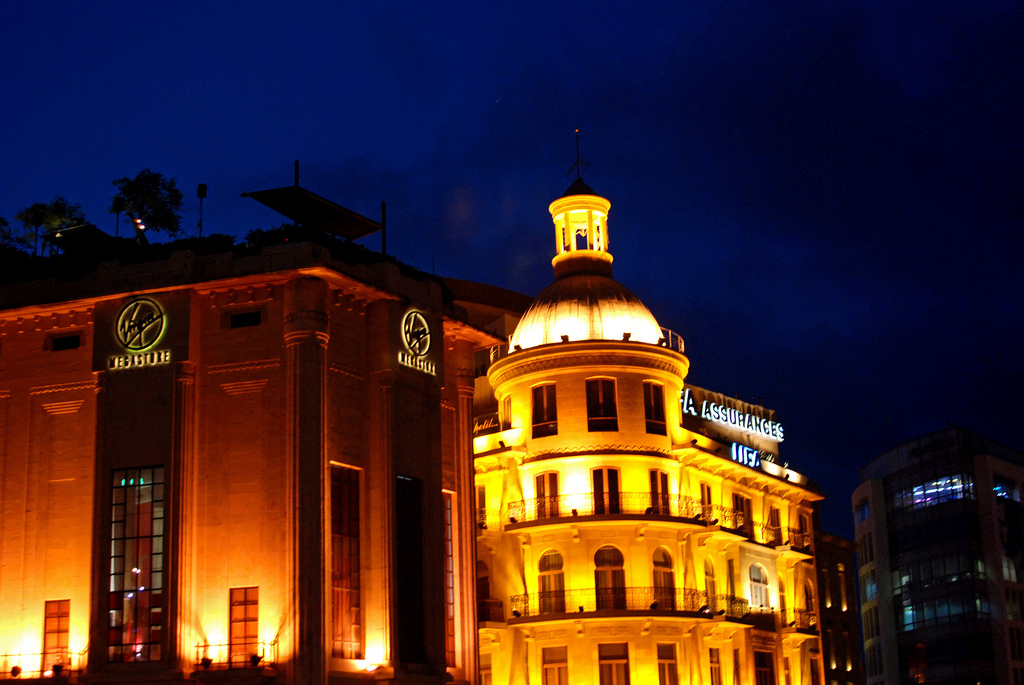
烈士广场的“老歌剧院”

33°53′46.86″N 35°30′25.31″E / 33.8963500°N 35.5070306°E
烈士广场（阿拉伯语：‎ ) 是黎巴嫩贝鲁特市中心的一个广场，毗邻穆罕默德·阿明清真寺。
其中央的雕像是为了纪念第一次世界大战期间被奥斯曼帝国绞死的黎巴嫩民族主义者。 

## 历史
在19世纪，这里称为大炮广场（Place des Canons）。在第一次世界大战期间，黎巴嫩在奥斯曼帝国统治之下。1915年，黎巴嫩遭遇粮食短缺，原因包括奥斯曼土耳其人没收当地居民的食物，蝗虫成群入侵，以及协约国的封锁。因此造成一场饥荒，随之而来的是瘟疫，造成超过四分之一的人口死亡，主要是基督教马龙派教徒，一场反抗土耳其的起义爆发，事后许多知识分子和民族主义者在1916年5月6日在广场上被绞死。

## 现今
经过黎巴嫩内战之后，广场上幸存下来的只有老电影歌剧院大楼的遗址（现为Virgin音乐零售店）和青铜烈士雕像。这尊雕像落成于1960年3月6日，是意大利雕塑家雷纳托·马里诺Mazzacurati的作品。雕像布满弹孔，已经成为黎巴嫩内战期间所有的一切遭到毁灭的象征。
烈士广场是抗议和示威通常举行的地点，其中较著名的示威活动是2005年反叙利亚抗议雪杉革命、2007年真主党和自由爱国运动领导的反政府抗议活动。